# یواس‌اس باگرا (اس‌پی-۹۶۳)
یواس‌اس باگرا (اس‌پی-۹۶۳) (به انگلیسی: USS Bagheera (SP-963)) یک کشتی بود که طول آن ۶۶ فوت ۰ اینچ (۲۰٫۱۲ متر) بود. این کشتی در سال ۱۹۰۷ ساخته شد.